# Reidun Tordhol
Reidun Tordhol, född 1 juni 1931 i Østre Gausdal, är en norsk målare och tecknare.
Reidun Tordhol är utbildad vid Statens håndverks- og kunstindustriskole och Statens Kunstakademi i Oslo. Hon debuterade 1964 på Kunstnerforbundet i Oslo och har haft ett flertal separatutställningar på Galleri Dobloug i Oslo.
Reidun Tordhol målar framför allt landskap i akvarell och stilleben i olja och akryl. Hon har också gjort bokillustrationer. Hon är bosatt i Lillehammer.